# 바이러스 분류
바이러스 분류는 바이러스의 이름을 정하고 이를 생물 분류법에 위치시키는 과정이다. 세포 생물에 쓰이는 분류법과 유사하게, 바이러스 분류는 지속적인 제안과 토론을 거치는 주제이다.

## ICTV 분류
바이러스 분류 국제 위원회(International Committee on Taxonomy of Viruses, ICTV)는 1970년대 초에 바이러스의 이름과 분류를 정하는 규칙을 고안해내기 시작했으며 이러한 노력은 오늘날에도 계속되고 있다.
- 목 (-virales)
  - 과 ( -viridae)
    - 아과 (-virinae)
      - 속 (-virus)
        - 종 (-virus)

## 볼티모어 분류

볼티모어 바이러스 분류는 바이러스성 전령 RNA 합성법에 기초를 둔다.

1971년에 처음 제정된 볼티모어 분류(Baltimore Classification)는 핵산(DNA, RNA), 가닥(외가닥, 겹가닥), 극, 복제 방식의 조합에 따라 바이러스들을 7군 가운데 하나에 위치시키는 분류 체계이다. 데이비드 볼티모어(David Baltimore)가 제안하였다.
- I: dsDNA 바이러스(겹가닥 DNA 바이러스) - 아데노바이러스, 헤르페스바이러스, 마마바이러스 등
- II: ssDNA 바이러스(외가닥 DNA 바이러스) - 파르보바이러스 등
- III: dsRNA 바이러스(겹가닥 RNA 바이러스) - 레오바이러스 등
- IV: (+)ssRNA 바이러스(양성-극성 외가닥 RNA 바이러스) - 피코르나바이러스, 토가바이러스, 코로나바이러스등
- V: (−)ssRNA 바이러스(음성-극성 외가닥 RNA 바이러스) - 오르토믹소바이러스, 오르토파라믹소바이러스, 라브도바이러스 등
- VI: ssRNA-RT 바이러스(외가닥 RNA-RT 바이러스) - 레트로바이러스 등
- VII: dsDNA-RT 바이러스(겹가닥 DNA-RT 바이러스) - 헤파드나바이러스 등

볼티모어 분류를 따르는 7개 바이러스 그룹의 시각화

### DNA 바이러스
- 그룹 I: 겹가닥 DNA 바이러스
- 그룹 II: 외가닥 DNA 바이러스

1. 아데노바이러스과
2. 파필로마바이러스과
3. 파보바이러스과
4. 헤르페스바이러스과
5. 폭스바이러스과
6. 헤파드나바이러스과
7. 폴리오마바이러스과
8. 아넬로바이러스과

### RNA 바이러스
- 그룹 III: 겹가닥 RNA 게놈 바이러스 (예: 로타바이러스)
- 그룹 IV: 양성-극성 외가닥 RNA 게놈 (피코르나바이러스, 사스를 포함한 코로나바이러스과, C형 간염 바이러스, 황열 바이러스, 풍진 바이러스 등의 수많은 바이러스에서 볼 수 있음)
- 그룹 V: 음성-극성 외가닥 RNA 게놈 (치명적인 에볼라, 마르부르그 바이러스 등)

1. 레오바이러스과: 레오바이러스, 로타바이러스
2. 피코르나바이러스과
3. 칼리시바이러스과
4. 토가바이러스과
5. 아레나바이러스과
6. 플라비바이러스과(플라비비리대)
7. 오르토믹소바이러스과
8. 파라믹소바이러스과
9. 부니아바이러스과
10. 랍도바이러스과
11. 필로바이러스과
12. 아스트로바이러스과
13. 보르나바이러스과
14. 아르테리바이러스과

### 레트로바이러스
- 그룹 VI: 외가닥 RNA 게놈 바이러스 - 역전사효소를 이용하여 복제
- 그룹 VII: 겹가닥 DNA 게놈 바이러스 - 역전사효소를 이용하여 복제

## 홈스 분류
홈스 (Holmes, 1948년)는 칼 폰 린네의 학명법을 이용하여 바이러스를 3개의 그룹으로 분류하였다.
- 그룹 I: Phaginae (박테리아를 공격)
- 그룹 II: Phytophaginae (식물을 공격)
- 그룹 III: Zoophaginae (동물을 공격)

## 같이 보기
- 학명
- 바이러스학